# Anjie
Anjie är en socken i sydöstra Kina. Den ligger i Changting härad i staden Longyan i provinsen Fujian, omkring 280 kilometer väster om provinshuvudstaden Fuzhou. Antalet invånare är 3 577. Befolkningen består av 1 762 kvinnor och 1 815 män. Barn under 15 år utgör 14,0 %, vuxna 15-64 år 67 %, och äldre över 65 år 17,0 %.